# (7901) Konnai
(7901) Konnai est un astéroïde de la ceinture principale, entre Mars et Jupiter.

## Description
Il fut découvert le 19 février 1996 à Ōizumi par Takao Kobayashi et présente une orbite caractérisée par un demi-grand axe de 2,58 UA, une excentricité de 0,12 et une inclinaison de 1,3° par rapport à l'écliptique.

## Compléments